# Marianna Sztyma
Marianna Sztyma (ur. 1973) – polska ilustratorka. Rysuje komiksy, projektuje okładki i maluje. Z przyjaciółkami w kolektywie POL_SZTYMA_WOLNA tworzy kolekcje talerzy i wazonów. Współpracuje między innymi z „Twoim Stylem”, „Charakterami”, „Newsweekiem”, „Wysokimi Obcasami”. Studiowała na Akademii Sztuk Pięknych w Poznaniu. Dyplom z grafiki warsztatowej zrobiła u profesora Tadeusza Jackowskiego.
Za swoje ilustracje była wyróżniana w konkursie Książka Roku Polskiej Sekcji IBBY i konkursie Najpiękniejsze Książki Roku organizowanym przez Polskie Towarzystwo Wydawców Książek. W 2022 roku ilustracje z książki Tkaczka chmur znalazły się na wystawie ilustratorów podczas Międzynarodowych Targów Książki Dziecięcej w Bolonii, jednego z najbardziej prestiżowych wydarzeń na świecie poświęconych książkom dla dzieci i młodzieży.

## Zilustrowała
- Macierzyństwo non-fiction. Relacja z przewrotu domowego, tekst Joanna Woźniczko-Czeczott, Wydawnictwo Czarne 2012, 9788375363753
- Oto kot, tekst Paulina Wierzba, Wydawnictwo Albus 2012, ISBN 978-83-89284-87-7.
- Zajączka (książka autorska), Wydawnictwo Garvest, 2013, ISBN 978-83-936590-0-5.
- Legenda o głowie wawelskiej, tekst Anna Chachulska, Zamek Królewski na Wawelu 2013, ISBN 978-83-61866-33-6.
- Jak zostałam wiedźmą, tekst Dorota Masłowska, Wydawnictwo Literackie 2014, ISBN 978-83-08-05362-1.
- Z powrotem, czyli Fatalne skutki niewłaściwych lektur, tekst Zbigniew Batko, Wydawnictwo Znak 2014, ISBN 978-83-240-2967-9.
- Metryka nocnika, tekst Iwona Wierzba, Wydawnictwo Albus 2014, ISBN 978-83-89284-81-5.
- Parasol pana Pantalona, tekst Zbigniew Dmitroca, Wydawnictwo Egmont Polska 2015, ISBN 978-83-237-7121-0.
- Wstydliwa historia majtek dla prawie dorosłych, tekst Iwona Wierzba, Wydawnictwo Albus 2015, ISBN 978-83-89284-35-8.
- Pustka (książka autorska), Wydawnictwo Centrala 2017, ISBN 978-83-63892-56-2.
- Piraci dobrej roboty i strofy o innych stworach, tekst Joanna Mueller, Wydawnictwo Biuro Literackie 2017, ISBN 978-83-65125-54-5.
- Moje cudowne dzieciństwo w Aleppo, tekst Grzegorz Gortat, Wydawnictwo Bajka 2017, ISBN 978-83-65479-19-8.
- Ballady i romanse, tekst Adam Mickiewicz, Wydawnictwo Egmont 2018, ISBN 978-83-281-2224-6.
- Czarodziejski most, tekst Dorota Gellner, Wydawnictwo Bajka 2018, ISBN 978-83-65479-27-3.
- Jak sobie poczynamy. Historia różnych koncepcji i antykoncepcji, tekst Iwona Wierzba, Wydawnictwo Albus 2019, ISBN 978-83-89284-38-9.
- Trzecia płeć świata, tekst Waldemar Kuligowski, Wydawnictwo Albus 2020, ISBN 978-83-89284-25-9.
- Wielkomilud, tekst Roald Dahl, Wydawnictwo Znak 2020, ISBN 978-83-240-5062-8.
- Skąd jestem?, Agnieszka Kacprzyk, Wydawnictwo Albus 2020, ISBN 978-83-89284-42-6.
- Lotta, czyli jak wychować ludzkie stado, tekst Zofia Stanecka, Wydawnictwo Kropka 2021, ISBN 978-83-66863-14-9.
- Świat według dziadka, tekst Zofia Stanecka, Wydawnictwo Słowne 2021, ISBN 978-83-8251-031-7.
- Tkaczka chmur, tekst Katarzyna Jackowska-Enemuo, Wydawnictwo Albus 2021, ISBN 978-83-89284-83-9.
- Bajka o Lęku, tekst Agnieszka Jucewicz, Wydawnictwo Agora 2022, ISBN 978-83-268-3973-3.
- Jak Wojtek został strażakiem, tekst Czesław Janczarski, Wydawnictwo Nasza Księgarnia 2022, ISBN 978-83-10-13784-5.
- Drań, czyli moje życie z jamnikiem, tekst Zofia Stanecka, Wydawnictwo Kropka 2022, ISBN 978-83-67157-92-6.
- Linka w mysim mieście, tekst Katarzyna Ryrych, Wydawnictwo Albus 2023, ISBN 978-83-67085-10-6.

## Nagrody
- 2022 Tkaczka chmur – 15. Nagroda Literacka m.st. Warszawy – w kategorii literatura dziecięca (tekst i ilustracje) Katarzyny Jackowskiej-Enemuo (tekst)[6]
- 1999 – I Biennale Grafiki Studenckiej w Poznaniu – Grand Prix[7][8][9]

## Nominacje
- 2013 Książka roku polskiej sekcji IBBY za ilustracje i opracowanie graficzne książki Legenda o głowie wawelskiej Anny Chachulskiej[10]
- 2014 Książka roku polskiej sekcji IBBY za ilustracje i opracowanie graficzne książki Metryka nocnika Iwony Wierzby[10]
- 2015 Najlepsza Polska Książka dla Dzieci i Młodzieży Wstydliwa historia majtek dla prawie dorosłych[11]
- 2016 Wstydliwa historia majtek dla prawie dorosłych – wyróżnienie w konkursie Książka Edytorsko Doskonała Edycja 2015[12]
- 2020 Książka roku polskiej sekcji IBBY za ilustracje i opracowanie graficzne książki Trzecia płeć świata Waldemara Kuligowskiego[10]
- 2021 Skąd jestem? Agnieszka Kacprzyk, książka nominowana do Nagrody Literackiej m.st. Warszawy 2021[13]
- 2023 Bajka o Lęku, tekst Agnieszka Jucewicz – nominacja do Nagrody im. Ferdynanda Wspaniałego
- 2023 Drań, czyli moje życie z jamnikiem, tekst Zofia Stanecka – nominacja do Nagrody im. Ferdynanda Wspaniałego[14]